# 10 (албум)
10 је десети албум британског састава Стренглерс објављен марта 1990. године.
Појавио се на ЦД-у 2001. са четири додатне ствари.